# Promachus cinereus
Promachus cinereus là một loài ruồi trong họ Asilidae. Promachus cinereus được Ricardo miêu tả năm 1925. Loài này phân bố ở vùng nhiệt đới châu Phi.